# La regina dell'inferno
La regina dell'inferno è un film horror statunitense del 1990 diretto da Dominique Othenin-Girard.

## Trama
Lilith è una dea malvagia. Un terribile essere infernale, celato sotto i panni di una sexy bambolona pronta a tutto pur di riprendersi i suoi poteri.
Al suo arrivo si scatenerà l'inferno.

## Curiosità
È stato il debutto in una parte importante per Linden Ashby che sarebbe divenuto noto grazie al film Mortal Kombat nei panni di Johnny Cage.